# Route 344 (Québec)
Pour les articles homonymes, voir Route 344.
La route 344 (R-344) est une route régionale québécoise d'orientation est / ouest située sur la rive nord du fleuve Saint-Laurent. Elle dessert les régions administratives des Laurentides et de Lanaudière. Elle joue essentiellement un rôle collecteur puisqu'elle est doublée sur la plus grande partie de son parcours par l'A-640.

## Tracé
La route 344 débute à l'ouest à Grenville-sur-la-Rouge, dans la municipalité régionale de comté d'Argenteuil, à l'intersection de l'A-50, pour se terminer à l'est à L'Assomption, dans la municipalité régionale de comté du même nom, et rejoindre la route 343.
Sur pratiquement tout le long de son parcours, elle longe des cours d'eau. Elle suit d'abord la rivière des Outaouais de Grenville-sur-la-Rouge à Saint-André-d'Argenteuil, où elle suit ensuite le lac des Deux Montagnes jusqu'à Deux-Montagnes, la rivière des Mille Îles jusqu'à Repentigny et la rivière L'Assomption jusqu'à L'Assomption.
Elle croise sur son parcours la plupart des municipalités de banlieue de la rive-nord et plusieurs autoroutes de la région métropolitaine de Montréal, soit les autoroutes 50, 640, 13, 15, 25 et 40. L'A-19 pourrait être prolongée à la hauteur de Bois-des-Filion

## Frontière interprovinciale et traversées
La route 344 permet d'atteindre l'Ontario par le pont du Long-Sault à Grenville. Dans cette municipalité, à l'angle des rues Maple et Principale, où la R-344 bifurque vers l'est sur la rue Principale, le trajet se poursuit vers le sur et enjambe la rivière des Outaouais. La rue devient alors la route 34, qui permet d'entrer dans la ville de Hawkesbury située dans les comtés unis de Prescott et Russell. C'est la seule traversée routière de la rivière des Outaouais entre les régions métropolitaines de Montréal et de Gatineau / Ottawa. Des services de traversiers permettent de franchir la rivière des Outaouais, un peu plus à l'est vers la péninsule de Vaudreuil-Soulanges dans la région de la Montérégie au Québec, soit la traverse Pointe-Fortune-Carillon et celle d'Oka-Hudson.
La traversée de la rivière des Mille Îles est possible en nombreux points vers Laval, à savoir le pont Arthur-Sauvé (route 148—Boulevard Arthur-Sauvé) entre Saint-Eustache et Laval-Ouest, le pont Vachon (A-13) entre Boisbriand et Fabreville, le pont Gédéon-Ouimet (A-15) entre Boisbriand et Sainte-Rose, le pont Marius-Dufresne (route 117—Boulevard Curé-Labelle) entre Rosemère et Sainte-Rose, le pont Athanase-David (route 335—Avenue Papineau) entre Bois-des-Filion et Auteuil, les ponts Mathieu et Lepage (A-25) entre Terrebonne et Saint-François, le pont Sophie-Masson (route 125—Montée Masson) également entre Terrebonne et Saint-François. Plus en aval, sur la rivière des Prairies, la route 344 permet d'accéder au pont Charles-de Gaulle (A-40) entre Terrebonne et Rivière-des-Prairies–Pointe-aux-Trembles et au pont Le Gardeur entre Repentigny et Rivière-des-Prairies–Pointe-aux-Trembles en allant chercher la route 138 (Rue Notre-Dame).

## Localités traversées (d'ouest en est)
Liste des municipalités dont le territoire est traversé par la route 344, regroupées par municipalité régionale de comté :

### Laurentides
Argenteuil
- Grenville-sur-la-Rouge
- Grenville
- Brownsburg-Chatham
- Saint-André-d'Argenteuil

Deux-Montagnes
- Saint-Placide
- Oka
- Kanesatake
- Saint-Joseph-du-Lac
- Sainte-Marthe-sur-le-Lac
- Deux-Montagnes
- Saint-Eustache

Thérèse-De Blainville
- Boisbriand
- Rosemère
- Lorraine
- Bois-des-Filion

### Lanaudière

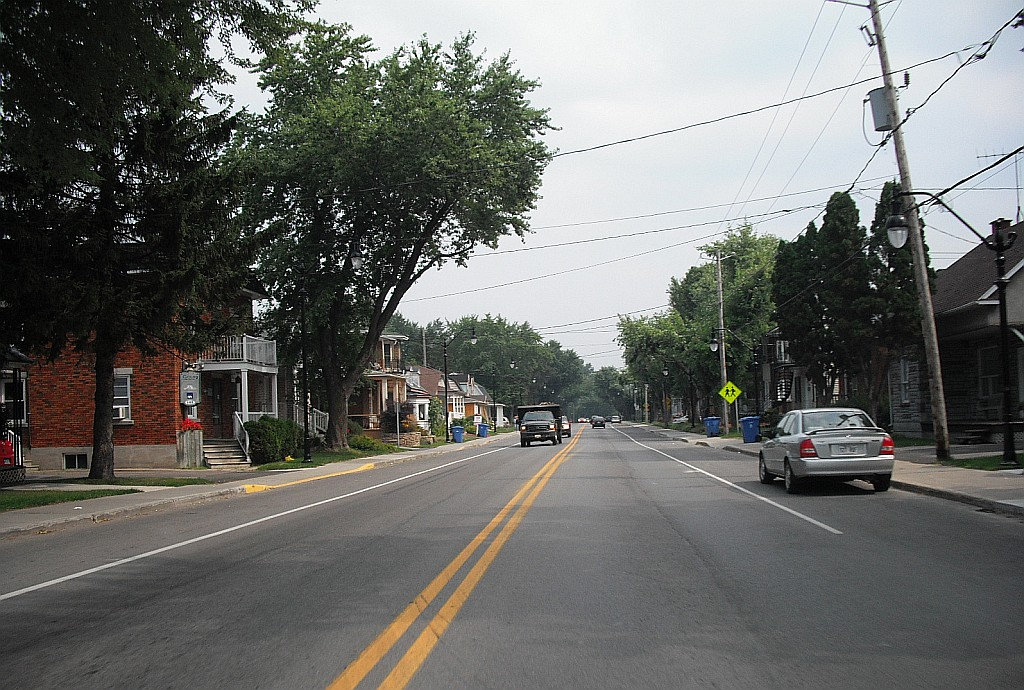
La route 344 à L'Assomption

Les Moulins
- Terrebonne

L'Assomption
- Charlemagne
- Repentigny
- L'Assomption

## Intersections majeures
| MRC                                                             | Municipalité             | km     | Destinations                                      | Notes                                                                  |
| --------------------------------------------------------------- | ------------------------ | ------ | ------------------------------------------------- | ---------------------------------------------------------------------- |
| Argenteuil                                                      | Grenville-sur-la-Rouge   | 0,00   | A-50 – Montréal, Lachute, Gatineau                | Sortie 239 de l'A-50                                                   |
| Argenteuil                                                      | Grenville-sur-la-Rouge   | 1,60   | R-148 – Montebello                                |                                                                        |
| Argenteuil                                                      | Grenville                | 3,80   | Rue Maple – Hawkesbury                            | Traverse la Rivière des Outaouais                                      |
| Argenteuil                                                      | Saint-André-d'Argenteuil | 27,20  | R-327 nord – Lachute                              | Terminus sud de la R-327                                               |
| Deux-Montagnes                                                  | Saint-Joseph-du-Lac      | 62,90  | A-640 est – Saint-Eustache, Repentigny            | Terminus ouest de l'A-640; carrefour giratoire                         |
| Deux-Montagnes                                                  | Saint-Eustache           | 74,90  | R-148 – Lachute, Montréal                         |                                                                        |
| Thérèse-De Blainville                                           | Boisbriand               | 79,50  | A-13 vers A-640 – Montréal                        | Sortie 20 de l'A-13                                                    |
| Thérèse-De Blainville                                           | Boisbriand               | 83,20  | A-15 – Montréal, Saint-Jérôme                     | Sortie 19 de l'A-15                                                    |
| Thérèse-De Blainville                                           | Rosemère                 | 84,90  | R-117 – Montréal, Saint-Jérôme                    |                                                                        |
| Thérèse-De Blainville                                           | Bois-des-Filion          | 90,70  | R-335 vers A-640 – Sainte-Anne-des-Plaines, Laval |                                                                        |
| Les Moulins                                                     | Terrebonne               | 101,10 | A-25 sud – Montréal                               | Sortie 22 de l'A-25; accès depuis A-25 nord et vers A-25 sud seulement |
| Les Moulins                                                     | Terrebonne               | 101,40 | R-337 nord vers A-25 – Rawdon                     |                                                                        |
| Les Moulins                                                     | Terrebonne               | 102,70 | R-125 nord (Montée Masson)                        | Terminus ouest du multiplex avec la R-125                              |
| Les Moulins                                                     | Terrebonne               | 102,90 | R-125 sud (Rue Chapleau)                          | Terminus est du multiplex avec la R-125                                |
| Les Moulins                                                     | Terrebonne               | 113,40 | A-40 – Montréal, Québec                           | Sortie 94 de l'A-40                                                    |
| Les Moulins                                                     | Terrebonne               | 114,30 | Allée du Grand-Pic                                | Carrefour giratoire                                                    |
| L'Assomption                                                    | Charlemagne              | 115,40 | A-640 ouest – Sainte-Thérèse, Saint-Eustache      | Terminus est de l'A-640                                                |
| L'Assomption                                                    | L'Assomption             | 127,20 | R-341 vers A-40 – L'Épiphanie                     |                                                                        |
| L'Assomption                                                    | L'Assomption             | 129,40 | R-339 – L'Épiphanie                               |                                                                        |
| L'Assomption                                                    | L'Assomption             | 131,60 | R-343 vers A-40 – Joliette                        | La R-344 est devient la R-343 nord                                     |
| - Terminus de multiplex - Accès incomplet - Transition de route |                          |        |                                                   |                                                                        |